# دژرمان
دژرمان (به بلغاری: Dzherman) یک منطقهٔ مسکونی در بلغارستان است که در شهرستان دوپنیتسا واقع شده‌است.